# Giải vô địch bóng đá châu Âu 2012 (vòng đấu loại trực tiếp)
Vòng đấu loại trực tiếp Giải vô địch bóng đá châu Âu 2012 được bắt đầu vào ngày 21 tháng 6 năm 2012 và kết thúc vào ngày 1 tháng 7 năm 2012 với chiến thắng 4 - 0 của Tây Ban Nha trước Ý trong trận chung kết trên sân vận đông Olympic tại Kiev. Sau khi vòng bảng kết thúc vào ngày 19 tháng 6 năm 2012, 8 đội lọt vào vòng tứ kết (2 đội từ mỗi bảng), bắt đầu thi đấu từ ngày 21 đến ngày 24 tháng 6 năm 2012. hai nước đồng chủ nhà Ba Lan và Ukraina đã thất bại trong việc giành vé vào vòng đấu loại trực tiếp, đây cũng là lần thứ 3 trong lịch sử các giải vô địch bóng đá châu Âu đội chủ nhà bị loại ngay từ vòng bảng; trước đó là Bỉ tại Euro 2000 và đồng chủ nhà Áo và Thụy Sĩ tại Euro 2008.

## Các đội vào vòng đấu loại trực tiếp
| Bảng | Nhất bảng    | Nhì bảng   |
| ---- | ------------ | ---------- |
| A    | Cộng hòa Séc | Hy Lạp     |
| B    | Đức          | Bồ Đào Nha |
| C    | Tây Ban Nha  | Ý          |
| D    | Anh          | Pháp       |

|  | Tứ kết                | Tứ kết                |                      |       | Bán kết | Bán kết |  |  | Chung kết | Chung kết |
|  |                       |                       |                      |       |         |         |  |  |           |           |
|  | 21 tháng 6 – Warszawa |                       |                      |       |         |         |  |  |           |           |
|  |                       |                       |                      |       |         |         |  |  |           |           |
|  | Cộng hòa Séc          | 0                     |                      |       |         |         |  |  |           |           |
|  | Cộng hòa Séc          | 0                     | 27 tháng 6 – Donetsk |       |         |         |  |  |           |           |
|  | Bồ Đào Nha            | 1                     |                      |       |         |         |  |  |           |           |
|  | Bồ Đào Nha            | 1                     | Bồ Đào Nha           | 0 (2) |         |         |  |  |           |           |
|  | 23 tháng 6 – Donetsk  |                       | Bồ Đào Nha           | 0 (2) |         |         |  |  |           |           |
|  |                       |                       | Tây Ban Nha (p)      | 0 (4) |         |         |  |  |           |           |
|  | Tây Ban Nha           | 2                     | Tây Ban Nha (p)      | 0 (4) |         |         |  |  |           |           |
|  | Tây Ban Nha           | 2                     | 1 tháng 7 – Kiev     |       |         |         |  |  |           |           |
|  | Pháp                  | 0                     |                      |       |         |         |  |  |           |           |
|  | Pháp                  | 0                     | Tây Ban Nha          | 4     |         |         |  |  |           |           |
|  | 22 tháng 6 – Gdańsk   |                       | Tây Ban Nha          | 4     |         |         |  |  |           |           |
|  |                       | Ý                     | 0                    |       |         |         |  |  |           |           |
|  | Đức                   | Ý                     | 0                    | 4     |         |         |  |  |           |           |
|  | Đức                   | 28 tháng 6 – Warszawa |                      | 4     |         |         |  |  |           |           |
|  | Hy Lạp                | 2                     |                      |       |         |         |  |  |           |           |
|  | Hy Lạp                | 2                     | Đức                  | 1     |         |         |  |  |           |           |
|  | 24 tháng 6 – Kiev     |                       | Đức                  | 1     |         |         |  |  |           |           |
|  |                       |                       | Ý                    | 2     |         |         |  |  |           |           |
|  | Anh                   | 0 (2)                 | Ý                    | 2     |         |         |  |  |           |           |
|  | Anh                   | 0 (2)                 |                      |       |         |         |  |  |           |           |
|  | Ý (p)                 | 0 (4)                 |                      |       |         |         |  |  |           |           |
|  | Ý (p)                 | 0 (4)                 |                      |       |         |         |  |  |           |           |
|  |                       |                       |                      |       |         |         |  |  |           |           |

## Tứ kết

### Cộng hòa Séc vs Bồ Đào Nha
| Cộng hòa Séc | 0-1 | Bồ Đào Nha  |
| ------------ | --- | ----------- |
|              |     | Ronaldo 79' |

| Cộng hòa Séc | Bồ Đào Nha |

| GK                      | 1  | Petr Čech (c)          |     |     |
| RB                      | 2  | Theodor Gebre Selassie |     |     |
| CB                      | 6  | Tomáš Sivok            |     |     |
| CB                      | 3  | Michal Kadlec          |     |     |
| LB                      | 8  | David Limberský        | 90' |     |
| CM                      | 17 | Tomáš Hübschman        |     | 86' |
| CM                      | 13 | Jaroslav Plašil        |     |     |
| RW                      | 19 | Petr Jiráček           |     |     |
| AM                      | 22 | Vladimír Darida        |     | 61' |
| LW                      | 14 | Václav Pilař           |     |     |
| CF                      | 15 | Milan Baroš            |     |     |
| Vào thay người:         |    |                        |     |     |
| MF                      | 9  | Jan Rezek              |     | 61' |
| FW                      | 20 | Tomáš Pekhart          |     | 86' |
| Huấn luyện viên trưởng: |    |                        |     |     |
| Michal Bílek            |    |                        |     |     |

| GK                      | 12 | Rui Patrício          |     |     |
| RB                      | 21 | João Pereira          |     |     |
| CB                      | 3  | Pepe                  |     |     |
| CB                      | 2  | Bruno Alves           |     |     |
| LB                      | 5  | Fábio Coentrão        |     |     |
| CM                      | 16 | Raul Meireles         |     | 88' |
| CM                      | 4  | Miguel Veloso         | 27' |     |
| CM                      | 8  | João Moutinho         |     |     |
| RF                      | 17 | Nani                  | 26' | 84' |
| CF                      | 23 | Hélder Postiga        |     | 40' |
| LF                      | 7  | Cristiano Ronaldo (c) |     |     |
| Vào thay người:         |    |                       |     |     |
| FW                      | 9  | Hugo Almeida          |     | 40' |
| MF                      | 6  | Custódio              |     | 84' |
| DF                      | 14 | Rolando               |     | 88' |
| Huấn luyện viên trưởng: |    |                       |     |     |
| Paulo Bento             |    |                       |     |     |

| Cầu thủ xuất sắc nhất trận: Cristiano Ronaldo (Bồ Đào Nha) Trợ lý trọng tài: Michael Mullarkey (Anh) Sander van Roekel (Hà Lan) Trọng tài bàn: Jonas Eriksson (Thụy Điển) Các trọng tài phụ (khu vực cấm địa): Martin Atkinson (Hà Lan) Mark Clattenburg (Hà Lan) |

### Đức vs Hy Lạp
| Đức                                           | 4-2      | Hy Lạp                                |
| --------------------------------------------- | -------- | ------------------------------------- |
| Lahm 39' · Khedira 61' · Klose 68' · Reus 74' | Chi tiết | Samaras 55' · Salpingidis 89' (ph.đ.) |

| Đức | Hy Lạp |

| GK                      | 1  | Manuel Neuer           |  |     |
| RB                      | 20 | Jérôme Boateng         |  |     |
| CB                      | 5  | Mats Hummels           |  |     |
| CB                      | 14 | Holger Badstuber       |  |     |
| LB                      | 16 | Philipp Lahm (c)       |  |     |
| CM                      | 6  | Sami Khedira           |  |     |
| CM                      | 7  | Bastian Schweinsteiger |  |     |
| RW                      | 21 | Marco Reus             |  | 80' |
| AM                      | 8  | Mesut Özil             |  |     |
| LW                      | 9  | André Schürrle         |  | 67' |
| CF                      | 11 | Miroslav Klose         |  | 80' |
| Vào thay người:         |    |                        |  |     |
| MF                      | 13 | Thomas Müller          |  | 67' |
| FW                      | 23 | Mario Gómez            |  | 80' |
| MF                      | 19 | Mario Götze            |  | 80' |
| Huấn luyện viên trưởng: |    |                        |  |     |
| Joachim Löw             |    |                        |  |     |

| GK                      | 13 | Michalis Sifakis           |     |     |
| RB                      | 15 | Vasilis Torosidis          |     |     |
| CB                      | 19 | Sokratis Papastathopoulos0 | 75' |     |
| CB                      | 5  | Kyriakos Papadopoulos      |     |     |
| LB                      | 3  | Georgios Tzavelas          |     | 46' |
| CM                      | 6  | Grigoris Makos             |     | 72' |
| CM                      | 2  | Ioannis Maniatis           |     |     |
| RW                      | 18 | Sotiris Ninis              |     | 46' |
| AM                      | 21 | Kostas Katsouranis (c)     |     |     |
| LW                      | 7  | Georgios Samaras           | 14' |     |
| CF                      | 14 | Dimitris Salpingidis       |     |     |
| Vào thay người:         |    |                            |     |     |
| FW                      | 17 | Theofanis Gekas            |     | 46' |
| MF                      | 16 | Georgios Fotakis           |     | 46' |
| FW                      | 9  | Nikos Liberopoulos         |     | 72' |
| Huấn luyện viên trưởng: |    |                            |     |     |
| Fernando Santos         |    |                            |     |     |

| Cầu thủ xuất sắc nhất trận: Mesut Özil (Đức) Trợ lý trọng tài: Primož Arhar (Slovenia) Matej Žunič (Slovenia) Trọng tài bàn: Stéphane Lannoy (Pháp) Các trọng tài phụ (khu vực cấm địa): Slavko Vinčič (Slovenia) Matej Jug (Slovenia) |

### Tây Ban Nha vs Pháp
| Tây Ban Nha               | 2-0      | Pháp |
| ------------------------- | -------- | ---- |
| Alonso 19', 90+1' (ph.đ.) | Chi tiết |      |

| Tây Ban Nha | Pháp |

| GK                      | 1  | Iker Casillas (c) |     |     |
| RB                      | 17 | Álvaro Arbeloa    |     |     |
| CB                      | 3  | Gerard Piqué      |     |     |
| CB                      | 15 | Sergio Ramos      | 31' |     |
| LB                      | 18 | Jordi Alba        |     |     |
| RM                      | 8  | Xavi              |     |     |
| CM                      | 16 | Sergio Busquets   |     |     |
| LM                      | 14 | Xabi Alonso       |     |     |
| RF                      | 21 | David Silva       |     | 65' |
| CF                      | 10 | Cesc Fàbregas     |     | 67' |
| LF                      | 6  | Andrés Iniesta    |     | 84' |
| Vào thay người:         |    |                   |     |     |
| FW                      | 7  | Pedro             |     | 65' |
| FW                      | 9  | Fernando Torres   |     | 67' |
| MF                      | 20 | Santi Cazorla     |     | 84' |
| Huấn luyện viên trưởng: |    |                   |     |     |
| Vicente del Bosque      |    |                   |     |     |

| GK                      | 1  | Hugo Lloris (c)    |     |     |
| RB                      | 13 | Anthony Réveillère |     |     |
| CB                      | 4  | Adil Rami          |     |     |
| CB                      | 21 | Laurent Koscielny  |     |     |
| LB                      | 22 | Gaël Clichy        |     |     |
| DM                      | 17 | Yann M'Vila        |     | 79' |
| CM                      | 6  | Yohan Cabaye       | 42' |     |
| CM                      | 15 | Florent Malouda    |     | 65' |
| RW                      | 2  | Mathieu Debuchy    |     | 64' |
| LW                      | 7  | Franck Ribéry      |     |     |
| CF                      | 10 | Karim Benzema      |     |     |
| Vào thay người:         |    |                    |     |     |
| MF                      | 14 | Jérémy Ménez       | 76' | 64' |
| MF                      | 11 | Samir Nasri        |     | 65' |
| FW                      | 9  | Olivier Giroud     |     | 79' |
| Huấn luyện viên trưởng: |    |                    |     |     |
| Laurent Blanc           |    |                    |     |     |

| Cầu thủ xuất sắc nhất trận: Xabi Alonso (Tây Ban Nha) Trợ lý trọng tài: Renato Faverani (Ý) Andrea Stefani (Ý) Trọng tài bàn: Craig Thomson (Scotland) Các trọng tài phụ (khu vực cấm địa): Gianluca Rocchi (Ý) Paolo Tagliavento (Ý) |

### Anh vs Ý
| Anh                             | 0-0 (s.h.p.) | Ý                                                   |
| ------------------------------- | ------------ | --------------------------------------------------- |
|                                 | Chi tiết     |                                                     |
| Loạt sút luân lưu               |              |                                                     |
| Gerrard · Rooney · Young · Cole | 2–4          | Balotelli · Montolivo · Pirlo · Nocerino · Diamanti |

| Anh | Ý |

| GK                      | 1  | Joe Hart           |  |     |
| RB                      | 2  | Glen Johnson       |  |     |
| CB                      | 6  | John Terry         |  |     |
| CB                      | 15 | Joleon Lescott     |  |     |
| LB                      | 3  | Ashley Cole        |  |     |
| CM                      | 4  | Steven Gerrard (c) |  |     |
| CM                      | 17 | Scott Parker       |  | 94' |
| RW                      | 16 | James Milner       |  | 61' |
| LW                      | 11 | Ashley Young       |  |     |
| SS                      | 10 | Wayne Rooney       |  |     |
| CF                      | 22 | Danny Welbeck      |  | 60' |
| Vào thay người:         |    |                    |  |     |
| FW                      | 9  | Andy Carroll       |  | 60' |
| MF                      | 7  | Theo Walcott       |  | 61' |
| MF                      | 8  | Jordan Henderson   |  | 94' |
| Huấn luyện viên trưởng: |    |                    |  |     |
| Roy Hodgson             |    |                    |  |     |

| GK                      | 1  | Gianluigi Buffon (c) |     |       |
| RB                      | 7  | Ignazio Abate        |     | 90+1' |
| CB                      | 15 | Andrea Barzagli      | 82' |       |
| CB                      | 19 | Leonardo Bonucci     |     |       |
| LB                      | 6  | Federico Balzaretti  |     |       |
| DM                      | 21 | Andrea Pirlo         |     |       |
| RW                      | 8  | Claudio Marchisio    |     |       |
| AM                      | 18 | Riccardo Montolivo   |     |       |
| LW                      | 16 | Daniele De Rossi     |     | 80'   |
| CF                      | 9  | Mario Balotelli      |     |       |
| CF                      | 10 | Antonio Cassano      |     | 78'   |
| Vào thay người:         |    |                      |     |       |
| MF                      | 22 | Alessandro Diamanti  |     | 78'   |
| MF                      | 23 | Antonio Nocerino     |     | 80'   |
| DF                      | 2  | Christian Maggio     | 94' | 90+1' |
| Huấn luyện viên trưởng: |    |                      |     |       |
| Cesare Prandelli        |    |                      |     |       |

| Cầu thủ xuất sắc nhất trận: Andrea Pirlo (Ý) Trợ lý trọng tài: Bertino Miranda (Bồ Đào Nha) Ricardo Santos (Bồ Đào Nha) Trọng tài bàn: Cüneyt Çakır (Thổ Nhĩ Kỳ) Các trọng tài phụ (khu vực cấm địa): Jorge Sousa (Bồ Đào Nha) Duarte Gomes (Bồ Đào Nha) |

## Bán kết

### Bồ Đào Nha vs Tây Ban Nha
| Bồ Đào Nha                     | 0-0 (s.h.p.) | Tây Ban Nha                                 |
| ------------------------------ | ------------ | ------------------------------------------- |
|                                | Chi tiết     |                                             |
| Loạt sút luân lưu              |              |                                             |
| Moutinho · Pepe · Nani · Alves | 2–4          | Alonso · Iniesta · Piqué · Ramos · Fàbregas |

| Bồ Đào Nha | Tây Ban Nha |

| GK                      | 12 | Rui Patrício          |       |      |
| RB                      | 21 | João Pereira          | 64'   |      |
| CB                      | 3  | Pepe                  | 61'   |      |
| CB                      | 2  | Bruno Alves           | 86'   |      |
| LB                      | 5  | Fábio Coentrão        | 45'   |      |
| CM                      | 16 | Raul Meireles         |       | 113' |
| CM                      | 4  | Miguel Veloso         | 90+3' | 106' |
| CM                      | 8  | João Moutinho         |       |      |
| RF                      | 17 | Nani                  |       |      |
| CF                      | 9  | Hugo Almeida          |       | 81'  |
| LF                      | 7  | Cristiano Ronaldo (c) |       |      |
| Vào thay người:         |    |                       |       |      |
| FW                      | 11 | Nélson Oliveira       |       | 81'  |
| MF                      | 6  | Custódio              |       | 106' |
| FW                      | 18 | Silvestre Varela      |       | 113' |
| Huấn luyện viên trưởng: |    |                       |       |      |
| Paulo Bento             |    |                       |       |      |

| GK                      | 1  | Iker Casillas (c) |      |     |
| RB                      | 17 | Álvaro Arbeloa    | 84'  |     |
| CB                      | 3  | Gerard Piqué      |      |     |
| CB                      | 15 | Sergio Ramos      | 40'  |     |
| LB                      | 18 | Jordi Alba        |      |     |
| CM                      | 8  | Xavi              |      | 87' |
| CM                      | 16 | Sergio Busquets   | 60'  |     |
| CM                      | 14 | Xabi Alonso       | 113' |     |
| RF                      | 21 | David Silva       |      | 60' |
| CF                      | 11 | Álvaro Negredo    |      | 54' |
| LF                      | 6  | Andrés Iniesta    |      |     |
| Vào thay người:         |    |                   |      |     |
| MF                      | 10 | Cesc Fàbregas     |      | 54' |
| MF                      | 22 | Jesús Navas       |      | 60' |
| FW                      | 7  | Pedro             |      | 87' |
| Huấn luyện viên trưởng: |    |                   |      |     |
| Vicente del Bosque      |    |                   |      |     |

| Cầu thủ xuất sắc nhất trận: Sergio Ramos (Tây Ban Nha) Trợ lý trọng tài: Bahattin Dura (Thổ Nhĩ Kỳ) Tarık Ongun (Thổ Nhĩ Kỳ) Trọng tài bàn: Damir Skomina (Slovenia) Các trọng tài phụ (khu vực cấm địa): Hüseyin Göçek (Thổ Nhĩ Kỳ) Bülent Yıldırım (Thổ Nhĩ Kỳ) |

### Đức vs Ý
| Đức                | 1-2      | Ý                  |
| ------------------ | -------- | ------------------ |
| Özil 90+2' (ph.đ.) | Chi tiết | Balotelli 20', 36' |

| Đức | Ý |

| GK                      | 1  | Manuel Neuer           |       |     |
| RB                      | 20 | Jérôme Boateng         |       | 71' |
| CB                      | 5  | Mats Hummels           | 90+4' |     |
| CB                      | 14 | Holger Badstuber       |       |     |
| LB                      | 16 | Philipp Lahm (c)       |       |     |
| CM                      | 7  | Bastian Schweinsteiger |       |     |
| CM                      | 6  | Sami Khedira           |       |     |
| RW                      | 18 | Toni Kroos             |       |     |
| AM                      | 8  | Mesut Özil             |       |     |
| LW                      | 10 | Lukas Podolski         |       | 46' |
| CF                      | 23 | Mario Gómez            |       | 46' |
| Vào thay người:         |    |                        |       |     |
| FW                      | 11 | Miroslav Klose         |       | 46' |
| MF                      | 21 | Marco Reus             |       | 46' |
| MF                      | 13 | Thomas Müller          |       | 71' |
| Huấn luyện viên trưởng: |    |                        |       |     |
| Joachim Löw             |    |                        |       |     |

| GK                      | 1  | Gianluigi Buffon (c) |     |     |
| RB                      | 6  | Federico Balzaretti  |     |     |
| CB                      | 15 | Andrea Barzagli      |     |     |
| CB                      | 19 | Leonardo Bonucci     | 61' |     |
| LB                      | 3  | Giorgio Chiellini    |     |     |
| DM                      | 21 | Andrea Pirlo         |     |     |
| RW                      | 8  | Claudio Marchisio    |     |     |
| AM                      | 18 | Riccardo Montolivo   |     | 64' |
| LW                      | 16 | Daniele De Rossi     | 84' |     |
| CF                      | 9  | Mario Balotelli      | 37' | 70' |
| CF                      | 10 | Antonio Cassano      |     | 58' |
| Vào thay người:         |    |                      |     |     |
| MF                      | 22 | Alessandro Diamanti  |     | 58' |
| MF                      | 5  | Thiago Motta         | 89' | 64' |
| FW                      | 11 | Antonio Di Natale    |     | 70' |
| Huấn luyện viên trưởng: |    |                      |     |     |
| Cesare Prandelli        |    |                      |     |     |

| Cầu thủ xuất sắc nhất trận: Andrea Pirlo (Ý) Trợ lý trọng tài: Frédéric Cano (Pháp) Michaël Annonier (Pháp) Trọng tài bàn: Howard Webb (Anh) Các trọng tài phụ (khu vực cấm địa): Fredy Fautrel (Pháp) Ruddy Buquet (Pháp) |

## Chung kết
| Tây Ban Nha                                  | 4-0      | Ý |
| -------------------------------------------- | -------- | - |
| Silva 14' · Alba 41' · Torres 84' · Mata 88' | Chi tiết |   |

| Tây Ban Nha | Ý |

| GK                      | 1  | Iker Casillas (c) |     |     |
| RB                      | 17 | Álvaro Arbeloa    |     |     |
| CB                      | 3  | Gerard Piqué      | 25' |     |
| CB                      | 15 | Sergio Ramos      |     |     |
| LB                      | 18 | Jordi Alba        |     |     |
| CM                      | 8  | Xavi              |     |     |
| CM                      | 16 | Sergio Busquets   |     |     |
| CM                      | 14 | Xabi Alonso       |     |     |
| AM                      | 10 | Cesc Fàbregas     |     | 75' |
| RF                      | 21 | David Silva       |     | 59' |
| LF                      | 6  | Andrés Iniesta    |     | 87' |
| Vào thay người:         |    |                   |     |     |
| FW                      | 7  | Pedro             |     | 59' |
| FW                      | 9  | Fernando Torres   |     | 75' |
| MF                      | 13 | Juan Mata         |     | 87' |
| Huấn luyện viên trưởng: |    |                   |     |     |
| Vicente del Bosque      |    |                   |     |     |

| GK                      | 1  | Gianluigi Buffon (c) |     |     |
| RB                      | 7  | Ignazio Abate        |     |     |
| CB                      | 15 | Andrea Barzagli      | 45' |     |
| CB                      | 19 | Leonardo Bonucci     |     |     |
| LB                      | 3  | Giorgio Chiellini    |     | 21' |
| DM                      | 21 | Andrea Pirlo         |     |     |
| RW                      | 8  | Claudio Marchisio    |     |     |
| AM                      | 18 | Riccardo Montolivo   |     | 57' |
| LW                      | 16 | Daniele De Rossi     |     |     |
| CF                      | 9  | Mario Balotelli      |     |     |
| CF                      | 10 | Antonio Cassano      |     | 46' |
| Vào thay người:         |    |                      |     |     |
| DF                      | 6  | Federico Balzaretti  |     | 21' |
| FW                      | 11 | Antonio Di Natale    |     | 46' |
| MF                      | 5  | Thiago Motta         |     | 57' |
| Huấn luyện viên trưởng: |    |                      |     |     |
| Cesare Prandelli        |    |                      |     |     |

| Cầu thủ xuất sắc nhất trận: Andrés Iniesta (Tây Ban Nha) Trợ lý trọng tài: Bertino Miranda (Bồ Đào Nha) Ricardo Santos (Bồ Đào Nha) Trọng tài bàn: Cüneyt Çakır (Bồ Đào Nha) Các trọng tài phụ (khu vực cấm địa): Jorge Sousa (Bồ Đào Nha) Duarte Gomes (Bồ Đào Nha) |